# Коваленко, Павел Васильевич (полный кавалер ордена Славы)
Павел Васильевич Коваленко (1896—не ранее 1949) — старший сержант Рабоче-крестьянской Красной Армии, участник Великой Отечественной войны, полный кавалер ордена Славы, лишён всех званий и наград в связи с осуждением.

## Биография
Павел Коваленко родился в 1896 году в селе Старые Боровичи в семье крестьянина. Окончил начальную школу, проживал в деревне Горошковка. В июле 1941 года был призван на службу в Рабоче-крестьянскую Красную Армию. Воевал на Южном фронте, в октябре 1941 года попал в плен. В ноябре был отпущен и вернулся в Горошковку, где поступил на службу к оккупационным властям, стал старостой сельской управы. Сдал несколько голов крупного рогатого скота, отобранного у односельчан, направлял на работы к немцам советских граждан. В октябре 1943 года с освобождением Горошковки Коваленко был повторно призван в армию. С января 1944 года — вновь на фронтах Великой Отечественной войны. Участвовал в боях на 1-м и 4-м Украинских фронтах.
В начале мая 1944 года во время боя у города Тлумач красноармеец Коваленко, пробравшись к краю вражеской обороны, забросал гранатами окопы, обратив противника в бегство, что позволило пехоте занять вражескую оборону без потерь. Приказом по частям 271-й стрелковой дивизии (№ 010/н) от 10 мая 1944 года Коваленко был награждён орденом Славы 3-й степени за номером 43583.
26 мая 1944 года под Тлумачом, несмотря на массированный вражеский огонь, Коваленко пробрался к траншеям противника и забросал их гранатами, а затем автоматным огнём уничтожил 8 солдат противника и захватил контрольного пленного. Приказом по войскам 18-й армии (№ 0118/н) от 13 июня 1944 года Коваленко награждён орденом Славы 2-й степени за номером 919.
К осени 1944 года сержант Коваленко командовал стрелковым отделением 3-го батальона 865-го стрелкового полка 271-й стрелковой дивизии 1-й гвардейской армии 4-го Украинского фронта. 17 сентября 1944 года в ходе боя за гору Магура к востоку от села Лихоборы Коваленко вместе со своим отделением ворвался в траншеи противника и в рукопашной схватке уничтожил 5 венгерских солдат. Получил ранение, но поля боя не покинул. Лишь после тяжёлого ранения в ногу и голову Коваленко в бессознательном состоянии был эвакуирован в тыл. В госпитале ему была ампутирована правая нога. После выписки из госпиталя он был демобилизован по инвалидности. Вернулся в Горошковку, работал в колхозе.
Указом Президиума Верховного Совета СССР от 24 марта 1945 года за «образцовое выполнение боевых заданий командования на фронте борьбы с немецкими захватчиками и проявленные при этом доблесть и мужество» старший сержант Павел Коваленко был награждён орденом Славы 1-й степени, став полным кавалером ордена Славы.
Этот орден не был вручён Коваленко, так как в 1946 году он был арестован по обвинению в измене Родине. 11 февраля 1947 года военный трибунал Черниговского гарнизона приговорил его к 8 годам исправительно-трудовых лагерей.
Указом Президиума Верховного Совета СССР от 11 марта 1949 года Коваленко был лишён орденов Славы 2-й и 3-й степени. Орден Славы 1-й степени в материалах дела не фигурирует, так как о награждении стало известно уже после суда и Указа о лишении, однако на наградном листе имеется пометка «лишён».
Дальнейшая судьба не установлена.